# Con el sudor de tu frente
 Con el sudor de tu frente es una película en blanco y negro de Argentina dirigida por Román Viñoly Barreto sobre el guion de Tulio Demicheli, José Ramón Luna y Raimundo Calcagno que se estrenó el 7 de junio de 1950 y que tuvo como protagonistas a Armando Bó, Diana Ingro, Alba Mujica, Raúl del Valle y Ernesto Bianco. En los coros colaboró Marisa Landi. Fue filmado en Brinkmann, provincia de Córdoba.

## Sinopsis
Mientras la sequía y las deudas agobian a un campesino, la aparición de un visitante polaco le hará ver la vida en otra forma.

## Reparto
- Armando Bó
- Diana Ingro
- Alba Mujica
- Raúl del Valle
- Ernesto Bianco
- Oscar Combi
- Guerino Masantonio
- Domingo Garibotto
- Ricardo Blanco
- A. Pitt Funes
- Arturo Rodríguez
- Euclides Armatti
- Néstor Dalmaso
- Paz Paes
- Jesús Martínez
- José Ozaeta
- Héctor Ferreira
- Benjamín Nievas

## Comentarios
La crónica de Crítica dijo:

”Su intento, hasta donde se logra, señala el equivalente, en un plano menor, del cine mexicano que Emilio Fernández impuso en los certámenes internacionales.”

Para el crítico King el filme es :

”Buen cine, y auténticamente nuestro, además.”

El semanario Marcha de Montevideo, por su parte, opinó:

”Frases resonantes que el amaneramiento de casi todo el elenco hace insufribles.”